# Corrupção nas Seicheles
Corrupção nas Seicheles descreve a prevenção e a ocorrência da corrupção nas Seicheles. Apesar de sua reputação como um paraíso tropical, as Seicheles ainda enfrentam um problema persistente de corrupção que compromete o desenvolvimento econômico do país. As formas mais notáveis de corrupção incluem subornos de menor escala, tráfico de influência, irregularidades financeiras e casos de grande corrupção envolvendo altos funcionários públicos.

## Casos notáveis de corrupção
Como um país pequeno, as Seicheles têm um tecido social muito interligado, o que cria um ambiente em que relações pessoais e redes de clientelismo muitas vezes se sobrepõem a processos e regulamentações formais. Essa vulnerabilidade é agravada pela concentração da atividade econômica em setores como o turismo e as finanças offshore. As Seicheles são, por exemplo, consideradas um paraíso fiscal africano, sendo um destino preferido para a criação de empresas offshore. O arcabouço regulatório que rege o sistema financeiro das Seicheles permite a formação de empresas com estruturas de propriedade opacas, frequentemente envolvendo camadas de empresas de fachada, o que facilita o ocultamento dos verdadeiros proprietários.
As fragilidades nos marcos institucionais — demonstradas pela transparência limitada nas contratações públicas e pela falta de fiscalização regulatória — criam oportunidades para a corrupção e o desvio de recursos. Um exemplo significativo de alegada corrupção no setor de turismo das Seicheles, possivelmente ligado a essas fraquezas institucionais, envolve a concessão controversa de direitos de desenvolvimento para um resort de luxo em uma área costeira protegida. Críticos e grupos ambientalistas expressaram preocupações sobre a falta de transparência no processo de licitação e alegações de favorecimento indevido a um investidor estrangeiro com fortes vínculos com autoridades governamentais.
Escândalos notórios de grande corrupção envolvendo altos funcionários do governo incluem a prisão e o julgamento do empresário Mukesh Valabhji, ex-assessor econômico, e da ex-primeira-dama Sarah Zarqani Rene, viúva do ex-presidente France Albert Rene. Ambos foram acusados de roubo de bens públicos, corrupção e lavagem de dinheiro. A acusação mais controversa diz respeito à apropriação indevida de US$ 50 milhões doados pelos Emirados Árabes Unidos para ajudar o país a enfrentar uma crise de balanço de pagamentos em 2002. Os fundos teriam sido desviados para contas no exterior antes de serem lavados de volta para as Seicheles, a fim de financiar acordos de privatização. Esse caso soma-se a uma série de acusações contra Valabhji e Rene, que totalizam valores superiores a US$ 100 milhões ao longo de várias décadas.
Escândalos de corrupção também surgiram no setor imobiliário das Seicheles. A venda de terras públicas em Anse Soleil para uma entidade estrangeira é um exemplo emblemático. A transação foi criticada por subvalorizar a propriedade e por não seguir os procedimentos adequados, levando ao enriquecimento ilícito e ao abuso de poder. As mesmas alegações de corrupção foram relatadas na recuperação da ilha de 123 mil metros quadrados no distrito oriental de Anse aux Pins. O projeto, parte do desenvolvimento de Ile Soleil em 2020, teria beneficiado autoridades governamentais e indivíduos que ignoraram os procedimentos formais exigidos pela Comissão de Monitoramento das Empresas Públicas.
Entre os documentos divulgados pelo Wikileaks, havia um telegrama do Departamento de Estado dos EUA, que revelou como autoridades americanas acreditam que “a corrupção é a razão crucial pela qual um país tão rico quanto as Seicheles” enfrenta diversos problemas econômicos persistentes, o que levou ao pedido de resgate financeiro de US$ 2,1 bilhões junto ao Fundo Monetário Internacional em 2008.

## Esforços anticorrupção
As Seicheles são signatárias da Convenção das Nações Unidas contra a Corrupção (UNCAC). A convenção é um dos principais instrumentos jurídicos do país no combate à corrupção, fornecendo as bases legais e institucionais para iniciativas e mecanismos nacionais anticorrupção. Em 2016, as Seicheles também aprovaram a Lei Anticorrupção das Seicheles, que estabeleceu a Comissão Anticorrupção das Seicheles (Anti-Corruption Commission of Seychelles – ACCS). A comissão, criada como um órgão independente e autônomo, tem autoridade para investigar, detectar e prevenir práticas corruptas.
As Seicheles têm avançado significativamente em seus esforços anticorrupção, o que é demonstrado por sua notável melhora no Índice de Percepção da Corrupção (CPI) da Transparência Internacional. Em 2024, as Seicheles alcançaram sua melhor colocação até o momento, ocupando a 18ª posição no ranking global e mantendo-se como o país menos corrupto da África.